# Canon EOS 6D Mark II
La Canon EOS 6D Mark II és una càmera rèflex digital de 35 mm (Full Frame) fabricada per Canon. Aquesta, va ser anunciada el 29 de juny de 2017 amb un preu de venta suggerit de 2.169€ només cos, i 2.599€ amb l'objectiu Canon EF 24-105 mm f/4L II IS USM.
La gamma d'aquest model de càmeres de Canon, és la més baixa en format Full Frame i, per tant, econòmica.
Aquest model va substituir a la Canon EOS 6D.
Quan es va presentar va ser una càmera molt criticada, ja que no admet la gravació de vídeo en 4K, quan moltes càmeres de la competència en el seu moment ja tenien aquesta funció.
El fotògraf de paisatges David Clapp, el qual fins al moment utilitzava la Canon EOS 1D X junt amb la Canon EOS 6D, va poder provar en primícia la 6D Mark II, amb la qual va fotografiar la Via Làctia sobre el St Michael's Mount, els paisatges de Land's End i les vistes panoràmiques de Ditchling Beacon al East Sussex.

## Característiques[5]
Les seves característiques més destacades són:
- Sensor d'imatge CMOS Full Frame de 26,2 megapíxels
- Processador d'imatge DIGIC 7
- 45 punts d'autoenfocament en creu
- Dual Píxel amb detecció de cara
- Disparo continu de 6,5 fotogrames per segon
- Sensibilitat ISO 100 - 40.000 (ampliable fins a H: 51.200 i H2: 102.400)
- Gravació de vídeo: Full HD 1080p fins a 50/60 fps
- Gravació de vídeo time lapse a 4k i Full HD 1080p
- Pantalla LCD de 3,0" d'1.040.000 píxels abatible i tàctil
- Connexió Bluetooth i Wi-Fi
- Bateria LP-E6N
- Entrada de Jack de 3,5mm per a micròfons externs o gravadores

## Diferències respecte a la 6D[6]
- Resolució del sensor d'imatge: 26,2 megapíxels, en lloc de 20,2 megapíxels
- Enfocament: 45 punts en creu, en lloc d'11
- Sensibilitat ISO: Fins a ISO 40.000, en lloc de 25.600
- Processador: Digic 7, enlloc de Digic 5+
- FPS: 6,5fps, en lloc de 4,5 fps
- Gravació de vídeo: Gravació de vídeo 1080p a 50 fps, en lloc de vídeo 1080p a 25 fps
- Gravació de so: Gravació en estèreo, en lloc de monoaural[7]
- Pantalla tàctil i abatible, que en la EOS 6D és fixa i no tàctil
- Bateria amb capacitat per realitzar fins a 1.200 fotografies, en lloc de 1.090

## Inclòs a la caixa[8]
- Càmera EOS 6D Mark II
- Ocular Eb
- Tapa de càmera R-F-3
- Corretja per la càmera
- Bateria LP-E6N
- Carregador de bateria LC-E6E
- Manual d'usuari

## Accessoris compatibles
- Tots els objectius amb muntura EF
- Flaixos amb muntura Canon
- Micròfons amb entrada de Jack 3,5 mm
- Targetes de memoria SD, SDHC i SDXC
- Empunyadura BG-21
- Cable mini HDMI (tipus C)